# Municipio de Fidelity
El municipio de Fidelity (en inglés: Fidelity Township) es un municipio ubicado en el condado de Jersey en el estado estadounidense de Illinois. En el año 2010 tenía una población de 715 habitantes y una densidad poblacional de 7,63 personas por km².

## Geografía
El municipio de Fidelity se encuentra ubicado en las coordenadas 39°8′4″N 90°11′41″O / 39.13444, -90.19472. Según la Oficina del Censo de los Estados Unidos, el municipio tiene una superficie total de 93.7 km², de la cual 93,52 km² corresponden a tierra firme y (0,19 %) 0,18 km² es agua.

## Demografía
Según el censo de 2010, había 715 personas residiendo en el municipio de Fidelity. La densidad de población era de 7,63 hab./km². De los 715 habitantes, el municipio de Fidelity estaba compuesto por el 96,5 % blancos, el 0,56 % eran afroamericanos, el 0,28 % eran amerindios, el 0,98 % eran asiáticos y el 1,68 % eran de una mezcla de razas. Del total de la población el 0,56 % eran hispanos o latinos de cualquier raza.